# Lichtenfels (Oberfranken)

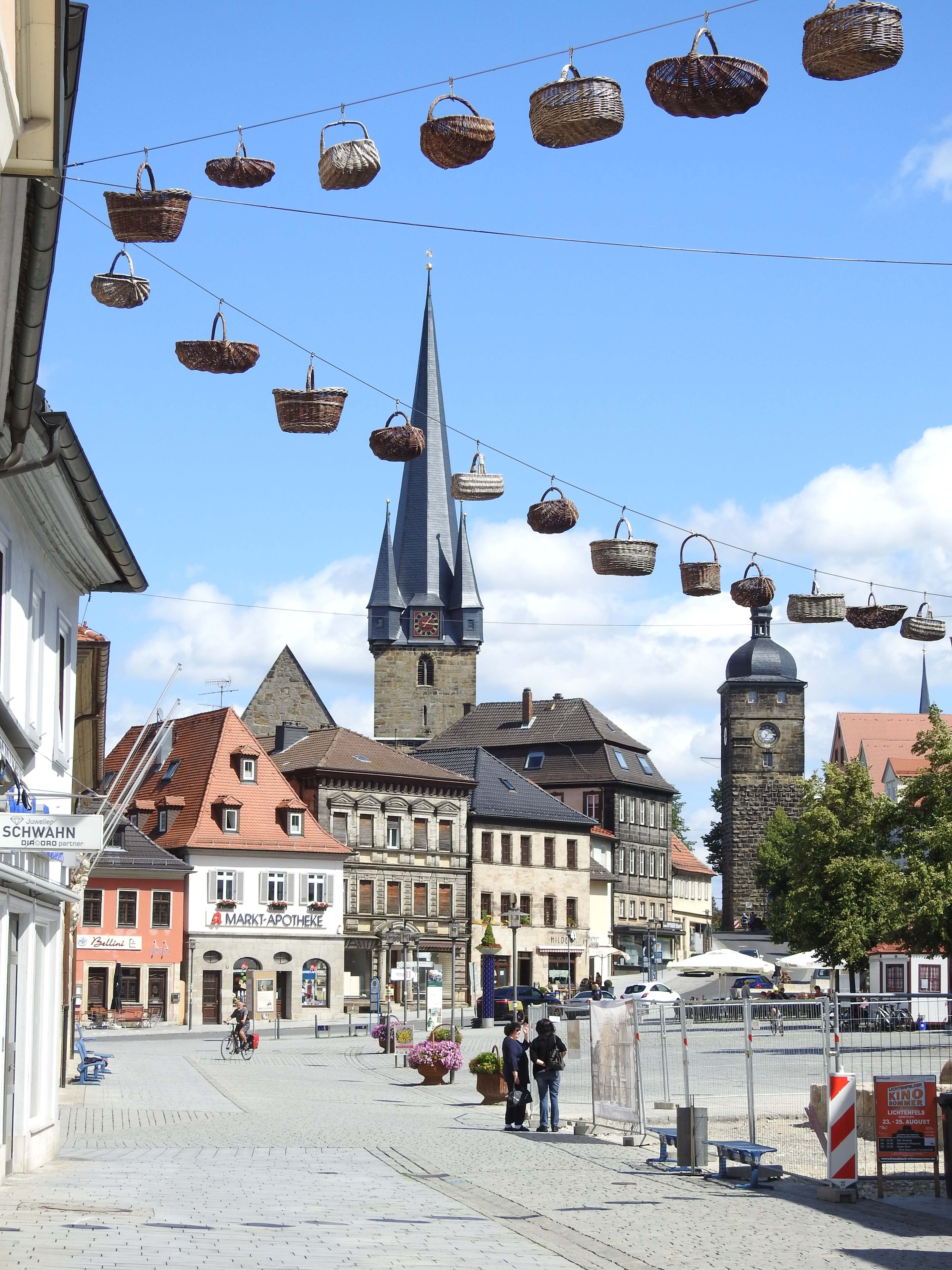
Lichtenfels, die Korbstadt

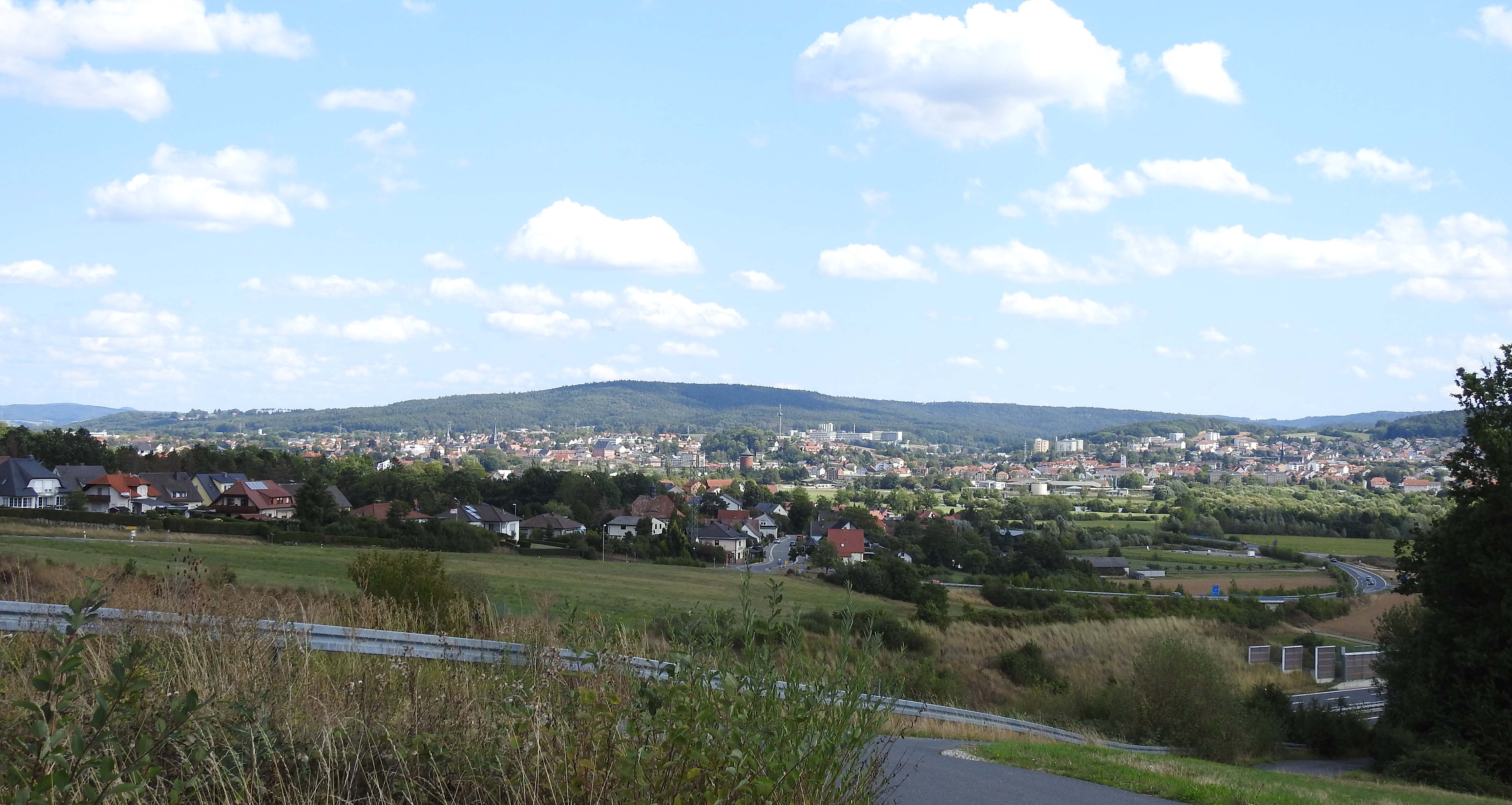
Lichtenfels von Westen

Lichtenfels ist die Kreisstadt des Landkreises Lichtenfels im bayerischen Regierungsbezirk Oberfranken und ein Mittelzentrum. Sie gehört zur Metropolregion Nürnberg. Die am Oberlauf des Mains gelegene Stadt ist aufgrund ihrer langjährigen Tradition des Korbmacherhandwerks als Deutsche Korbstadt bekannt.

## Geografie

### Geografische Lage
Lichtenfels liegt in Oberfranken im Obermainland bzw. Obermaintal zwischen Bamberg und Coburg im sogenannten Gottesgarten am Obermain (mit dem Kloster Banz und der Basilika Vierzehnheiligen).
Nördlich des Zentrums durchfließt der Main das Stadtgebiet.
| Fulda (110 km)                            | Erfurt (90 km) Coburg (15 km)                     | Berlin (310 km) Leipzig (160 km)     |
| Frankfurt/M. (170 km) Schweinfurt (60 km) | Kompassrose, die auf Nachbargemeinden zeigt       | Cheb (95 km) Prag (240 km)           |
| Würzburg (90 km) Stuttgart (200 km)       | Bamberg (30 km) Nürnberg (80 km) München (230 km) | Bayreuth (45 km) Weiden/Opf. (95 km) |

* Entfernungen sind gerundete Kilometer bis zum Ortszentrum.

### Stadtgliederung
Die Stadtgemeinde gliedert sich in 23 Stadtteile und hat insgesamt 35 Gemeindeteile:
| Gemeindeteil       | Ortstyp   | Einwohner      | Stand        | Eingemeindung |
| ------------------ | --------- | -------------- | ------------ | ------------- |
| Lichtenfels        | Hauptort  | 11297          | Juni 2025    |               |
| Bohnberg           | Einöde    | zu Roth        |              | 1. Jan. 1978  |
| Buch am Forst      | Pfarrdorf | 00545          | Juni 2025    | 1. Jan. 1978  |
| Burgberg           | Dorf      | zu Lichtenfels |              | 1. Okt. 1929  |
| Degendorf          | Dorf      | 00027          | Juni 2025    | 1. Jan. 1978  |
| Eichig             | Dorf      | 00081          | Juni 2025    | 1. Jan. 1978  |
| Friesenhof         | Einöde    | zu Mistelfeld  |              | 1. Jan. 1974  |
| Gnellenroth        | Weiler    | 00020          | 8. Feb. 2016 | 1. Jan. 1975  |
| Hammer             | Weiler    | 00008          | 8. Feb. 2016 | 1. Jan. 1978  |
| Heinach            | Einöde    | zu Weingarten  |              | 1. Juli 1972  |
| Isling             | Pfarrdorf | 00404          | Juni 2025    | 1. Jan. 1978  |
| Karolinenhöhe      | Einöde    | zu Trieb       |              | 1. Jan. 1978  |
| Klosterlangheim    | Kirchdorf | 00361          | Juni 2025    | 1. Juli 1974  |
| Kösten             | Dorf      | 00547          | Juni 2025    | 1. Jan. 1975  |
| Köttel             | Dorf      | 00081          | Juni 2025    | 1. Jan. 1978  |
| Krappenroth        | Dorf      | 00047          | Juni 2025    | 1. Apr. 1959  |
| Lahm b.Lichtenfels | Dorf      | 00108          | Juni 2025    | 1. Jan. 1978  |
| Mistelfeld         | Kirchdorf | 00857          | Juni 2025    | 1. Jan. 1974  |
| Mönchkröttendorf   | Dorf      | 00122          | Juni 2025    | 1. Jan. 1975  |
| Nassanger          | Einöde    | zu Trieb       |              | 1. Jan. 1978  |
| Oberlangheim       | Kirchdorf | 00234          | Juni 2025    | 1. Jan. 1978  |
| Oberwallenstadt    | Dorf      | zu Lichtenfels |              | 1. Apr. 1959  |
| Reundorf           | Kirchdorf | 00721          | Juni 2025    | 1. Mai 1978   |
| Roth               | Dorf      | 00457          | Juni 2025    | 1. Jan. 1978  |
| Rothmannsthal      | Kirchdorf | 00131          | Juni 2025    | 1. Jan. 1978  |
| Schney             | Pfarrdorf | 02262          | Juni 2025    | 1. Mai 1978   |
| Schönsreuth        | Dorf      | 00153          | Juni 2025    | 1. Jan. 1975  |
| Seehof             | Weiler    | 00024          | 8. Feb. 2016 | 1. Mai 1978   |
| Seubelsdorf        | Dorf      | 01094          | Juni 2025    | 1. Mai 1978   |
| Stetten            | Dorf      | 00177          | Juni 2025    | 1. Jan. 1975  |
| Stöcken            | Weiler    | zu Schney      |              | 1. Mai 1978   |
| Tiefenroth         | Dorf      | 00082          | Juni 2025    | 1. Jan. 1975  |
| Trieb              | Kirchdorf | 00562          | Juni 2025    | 1. Jan. 1978  |
| Unterwallenstadt   | Kirchdorf | zu Lichtenfels |              | 1. Apr. 1959  |
| Weingarten         | Dorf      | 00089          | Juni 2025    | 1. Juli 1972  |

Es gibt die Gemarkungen Buch a.Forst, Burgberg, Forst Buch a.Forst, Isling, Kösten, Köttel, Lahm b.Lichtenfels, Langheim, Lichtenfels, Mistelfeld, Mönchkröttendorf, Oberlangheim, Oberwallenstadt, Reundorf, Roth, Rothmannsthal, Schney, Seubelsdorf, Stetten, Trieb, Weingarten.

## Geschichte
Archäologischen Grabungen zufolge gab es Lichtenfels schon im Frühmittelalter, also bereits seit dem 7./8. Jahrhundert. 1142 wurde es erstmals urkundlich erwähnt. Seit 1231 gilt das von Otto VIII., Herzog von Meranien verliehene Stadtrecht.
Nach dem Erlöschen der Meranier im Jahre 1248 fiel Lichtenfels an das Hochstift Bamberg, das ab 1500 zum Fränkischen Reichskreis gehörte. Mit diesem wurde das Amt Lichtenfels während der Säkularisation im Jahre 1802 in das Kurfürstentum und spätere Königreich Bayern einverleibt.
Zu den Ministerialengeschlechtern der Region zählten die Herren von Lichtenfels, die stammes- und wappenverwandt mit anderen benachbarten Familien waren.
Die Lichtenfelser werden spöttisch „Tümpelschöpfer“ (gesprochen: Dümblschöbfä) genannt. Diesen Namen erhielten sie nach dem Dreißigjährigen Krieg, als sie den in einem See (Tümpel) versenkten Stadtschatz durch Ausschöpfen des Gewässers zurückholen wollten, dies jedoch nicht schafften, da das Grundwasser zu schnell nachfloss.
1840 lebten in Lichtenfels 1902 Personen. In der Zeit des Nationalsozialismus wurden die letzten neun verbliebenen Lichtenfelser Juden am 24. April 1942 mit der Eisenbahn in Richtung des Vernichtungslagers Sobibor deportiert, wo sie in Gaskammern ermordet wurden.
Im Zweiten Weltkrieg, am 23. Februar 1945, war Lichtenfels im Rahmen der Operation Clarion Ziel eines Angriffs der 8. US-Luftflotte. 13 schwere viermotorige Bomber des Typs B-17 „Flying Fortress“ warfen 39 Tonnen Bombenlast auf die Stadt, das Bahnbetriebswerk wurde dabei zerstört. Am 12. April 1945 wurde Lichtenfels von der US-Armee eingenommen; in den Nächten vom 13. auf den 14. und vom 15. auf den 16. April warfen daraufhin Flugzeuge der deutschen Luftwaffe Brandbomben über der Stadt ab.

### Eingemeindungen
Am 1. Oktober 1929 wurde die Gemeinde Burgberg eingegliedert. Am 1. April 1959 wurde die Gemeinde Oberwallenstadt mit den Orten Oberwallenstadt, Unterwallenstadt und Krappenroth eingegliedert. Ein Teil der Gemeinde Weingarten, die Orte Weingarten und Heinach, kam am 1. Juli 1972 hinzu. Am 1. Januar 1974 kam Mistelfeld hinzu. Klosterlangheim folgte am 1. Juli 1974, Kösten, Mönchkrottendorf und Stetten am 1. Januar 1975. Isling, Köttel, Lahm bei Lichtenfels, Oberlangheim, Roth, Trieb und die durch Ausgliederung aus der Gemeinde Arnstein im Jahr 1864 gebildete Gemeinde Rothmannsthal sowie Teile der aufgelösten Gemeinde Buch am Forst wurden am 1. Januar 1978 eingegliedert. Ebenfalls am 1. Januar 1978 wurde das gemeindefreie Gebiet Forst Buch am Forst eingegliedert (Fläche am 1. Oktober 1966: 943,30 Hektar). Mit der Eingliederung von Reundorf, Schney und Seubelsdorf wurde am 1. Mai 1978 die Reihe der Eingemeindungen im Wesentlichen abgeschlossen. Am 1. Januar 1989 wurde ein unbewohntes größeres Waldgebiet eingegliedert, der größte Teil des aufgelösten gemeindefreien Gebiets Langheim, 1489,57 von insgesamt 1526,68 Hektar.
Infolge der Eingemeindung von zahlreichen, z. T. zerstreut liegenden, kleinen Ortschaften ist die Stadt heute mit ca. 122 km² flächengrößer als einige bayerische Großstädte wie Erlangen, Fürth, Würzburg oder Regensburg.

### Einwohnerstatistik
Im Zeitraum 1988 bis 2018 sank die Einwohnerzahl minimal von 20.252 auf 20.133 um 119 bzw. um 0,6 %. Am 31. Dezember 2002 hatte Lichtenfels mit 22.558 die höchste Einwohnerzahl der vorherigen 30 Jahre.

### Konfessionsstatistik
Gemäß dem Zensus 2011 waren 54,2 % der Einwohner römisch-katholisch, 30,3 % evangelisch und 15,4 % waren konfessionslos, gehörten einer anderen Glaubensgemeinschaft an oder machten keine Angabe. Der Anteil der Protestanten und Katholiken an der Gesamtbevölkerung ist seitdem gesunken. Anfang April 2025 hatte Lichtenfels 20.408 Einwohner, davon 42,9 % Katholiken, 23,8 % Protestanten und 33,2 % gehörten einer anderen Glaubensgemeinschaft an oder machten keine Angabe.

## Politik

### Stadtrat
Nach der Kommunalwahl am 15. März 2020 setzt sich der Stadtrat wie folgt zusammen:
| Partei / Liste                                  | Stimmenanteil | Sitze | G/V |
| ----------------------------------------------- | ------------- | ----- | --- |
| SPD                                             | 28,5 %        | 8     | − 1 |
| CSU                                             | 26,5 %        | 8     | − 1 |
| Grüne                                           | 12,1 %        | 4     | + 1 |
| AfD                                             | 04,6 %        | 1     | + 1 |
| FW/FB (Freie Wähler – Freie Bürger Lichtenfels) | 10,0 %        | 3     | − 1 |
| JB (Junge Bürger)                               | 09,5 %        | 3     | ± 0 |
| WLJ (Wählervereinigung Leuchsental-Jura)        | 08,8 %        | 3     | + 1 |
| Gesamt                                          | 100 %         | 30    |     |
| Wahlbeteiligung: 57,9 %                         |               |       |     |

G/V = Veränderung gegenüber der vorigen Zusammensetzung
Außerdem gehört dem Stadtrat der Erste Bürgermeister an.

### Bürgermeister
- seit 2014: Andreas Hügerich (SPD)
- 2002–2014: Bianca Fischer (parteilos, nominiert von CSU und Junge Bürger (JB))
- 1991–2002: Winfred Bogdahn (SPD)
- 1959–1991: Günther Hauptmann (CSU)
- 1958: Otto Betz (CSU)
- 1951–1958: Johann Unrein (bis 1952 CSU, dann Freie Wählergruppe)
- 1945–1951: Julian Wittmann (CSU)
- 1945: Baptist Hofmann
- 1938–1945: Wilhelm Krautheim (NSDAP)
- 1930–1938: Josef Ullenberger
- 1928–1930: Norbert Schier
- 1912–1928: Andreas Mahr (liberal)
- 1870–1912: Adam Wenglein (liberal)

### Wappen
| Wappen von Lichtenfels | Blasonierung: „In Blau unter einem schreitenden herschauenden goldenen Löwen auf dreiteiligem silbernem Felsen stehend zwei goldene Leuchter mit brennenden Kerzen.“ |
| Wappen von Lichtenfels | Wappenbegründung: Um 1231 erhielt Lichtenfels durch Herzog Otto VII. von Meranien Stadtrecht. Aus der Zeit um 1300 stammt das älteste Siegel, das 1315 urkundlich erwähnt wird und in Abdrucken seit 1331 bezeugt ist. Das Bild zeigt zwei Lichter auf einem Felsen, die redend für den Ortsnamen stehen. In den Siegeln von 1562 erscheint das gleiche Bild nun auch in einem Schild. Das Wappen ist zudem in einer Bauplastik sowie in farbigen Abbildungen seit 1603 überliefert. Anfangs war die Feldfarbe schwarz, in einer Zeichnung von 1811 ist sie blau. Durch die Wappenmehrung 1962 kam der Löwe aus dem Wappen der Andechs-Meranier hinzu. Unter deren Herrschaft hatte Lichtenfels das Stadtrecht erhalten. |

### Städtepartnerschaften
- Prestwick, Schottland (seit 1974)
- Vandalia (Ohio), Vereinigte Staaten (seit 1975)
- Cournon-d’Auvergne, Frankreich (seit 1992)
- Ariccia, Italien (seit 2004)

Außerdem besteht eine Städtefreundschaft mit  Bad Bergzabern und dem Berliner Bezirk  Reinickendorf.

### Patenschaften
1978 wurde die Patenschaft für die vertriebenen Sudetendeutschen aus der Gemeinde Altendorf im Landkreis Bärn und 1986 aus der Marktgemeinde Deutsch Hause im Landkreis Sternberg übernommen.

## Regionale Bedeutung
Lichtenfels ist ein Mittelzentrum und Kreisstadt des gleichnamigen Landkreises mit zugehörigem Landratsamt. Die Stadt ist Sitz eines Amtsgerichts, des Finanzamts, einer Zweigstelle der Bundesagentur für Arbeit und einer Polizeiinspektion. Das Klinikum des Landkreises befindet sich in Lichtenfels. 2012 wurde ein neues Einkaufszentrum im Norden der Stadt eröffnet.

## Öffentliche Einrichtungen

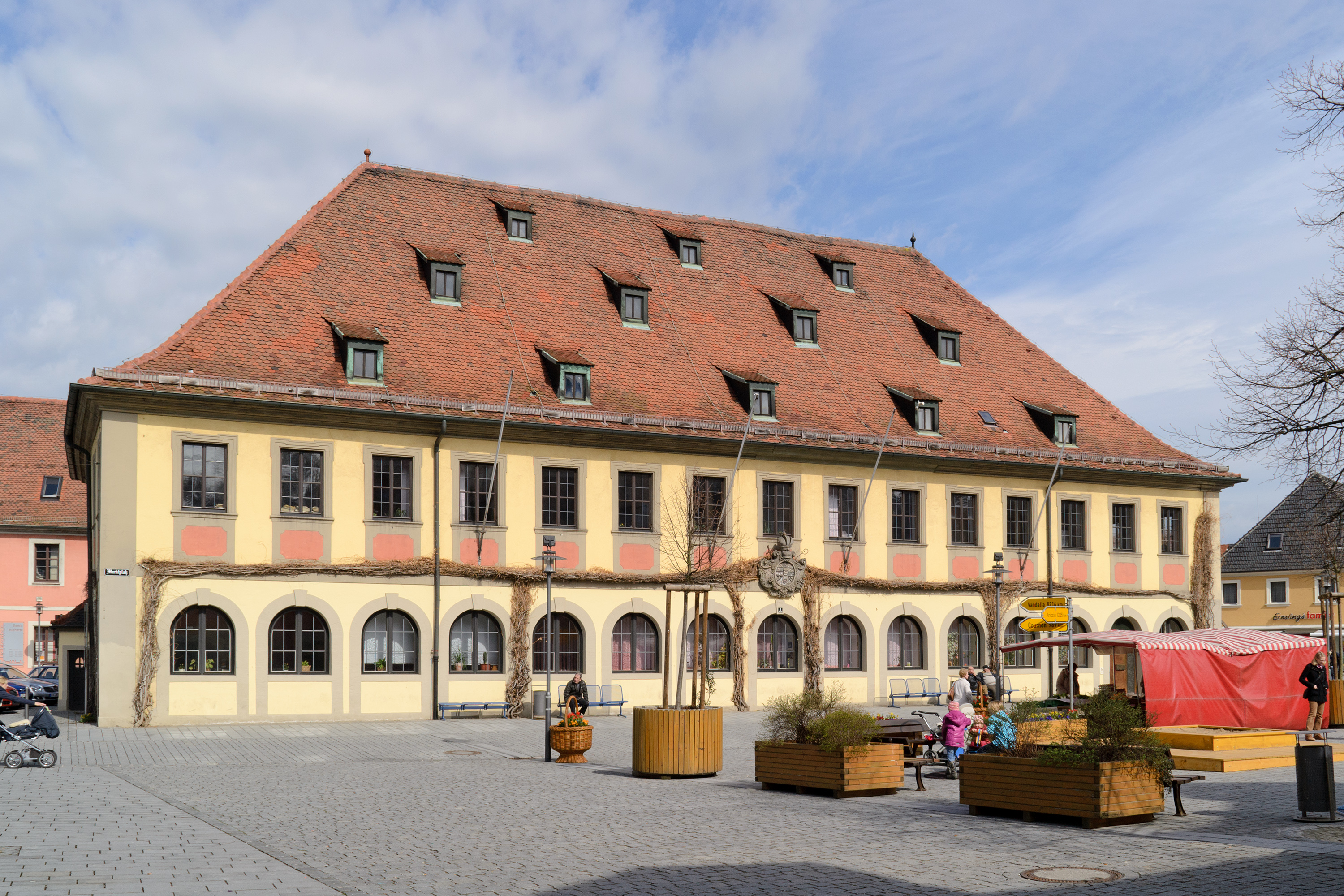
Rathaus

Die Stadt Lichtenfels, zum Teil auch in Zusammenarbeit mit dem Landkreis Lichtenfels, und die Stadtwerke Lichtenfels betreiben mehrere öffentliche Einrichtungen.
Die wichtigsten sind:
- das Jugendzentrum
- das Stadtmuseum (mit wechselnden Ausstellungen zur Stadtgeschichte und -entwicklung)
- die ehemalige Synagoge (kulturelle Begegnungsstätte und Ort für Veranstaltungen und Ausstellungen)
- zwei Bäder, das Freizeitbad Merania und ein Flussbad am Main
- ein Campingplatz
- das Stadtschloss, das für kulturelle Veranstaltungen wie Konzerte und Theateraufführungen genutzt wird
- zwei Parkhäuser
- eine öffentliche Bücherei im Rathaus
- die Stadthalle (überregionaler Veranstaltungsort für Konzerte und Veranstaltungen)
- eine Langlaufloipe im Winter
- eine Dienststelle des Amtes für Ernährung, Landwirtschaft und Forsten Coburg

## Wirtschaft und Infrastruktur

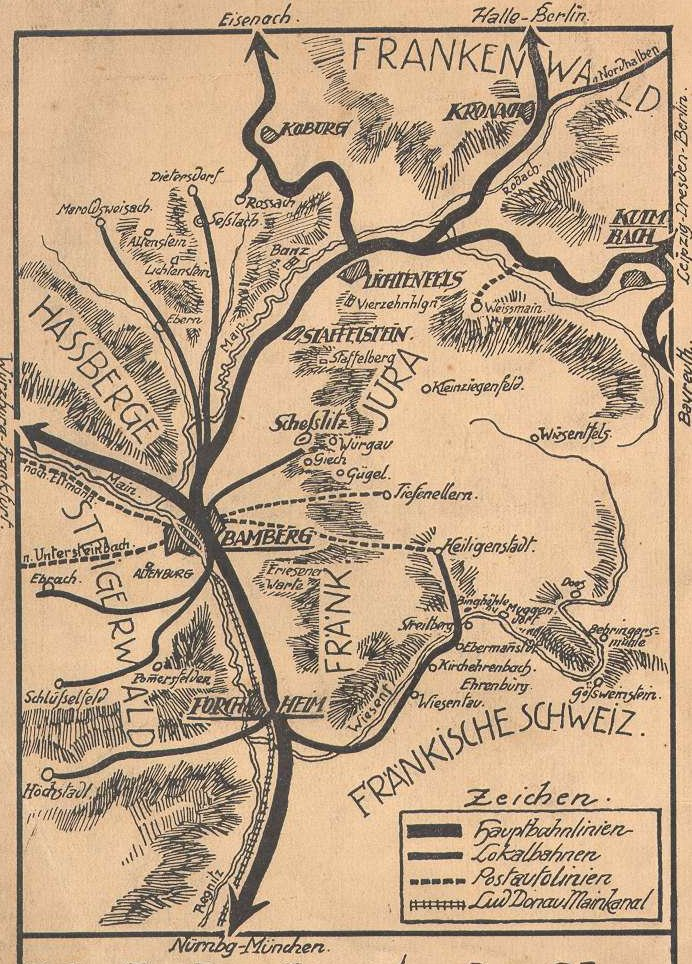
Verkehrskarte aus dem Jahr 1912 mit Lichtenfels

### Wirtschaft

#### Korbhandel

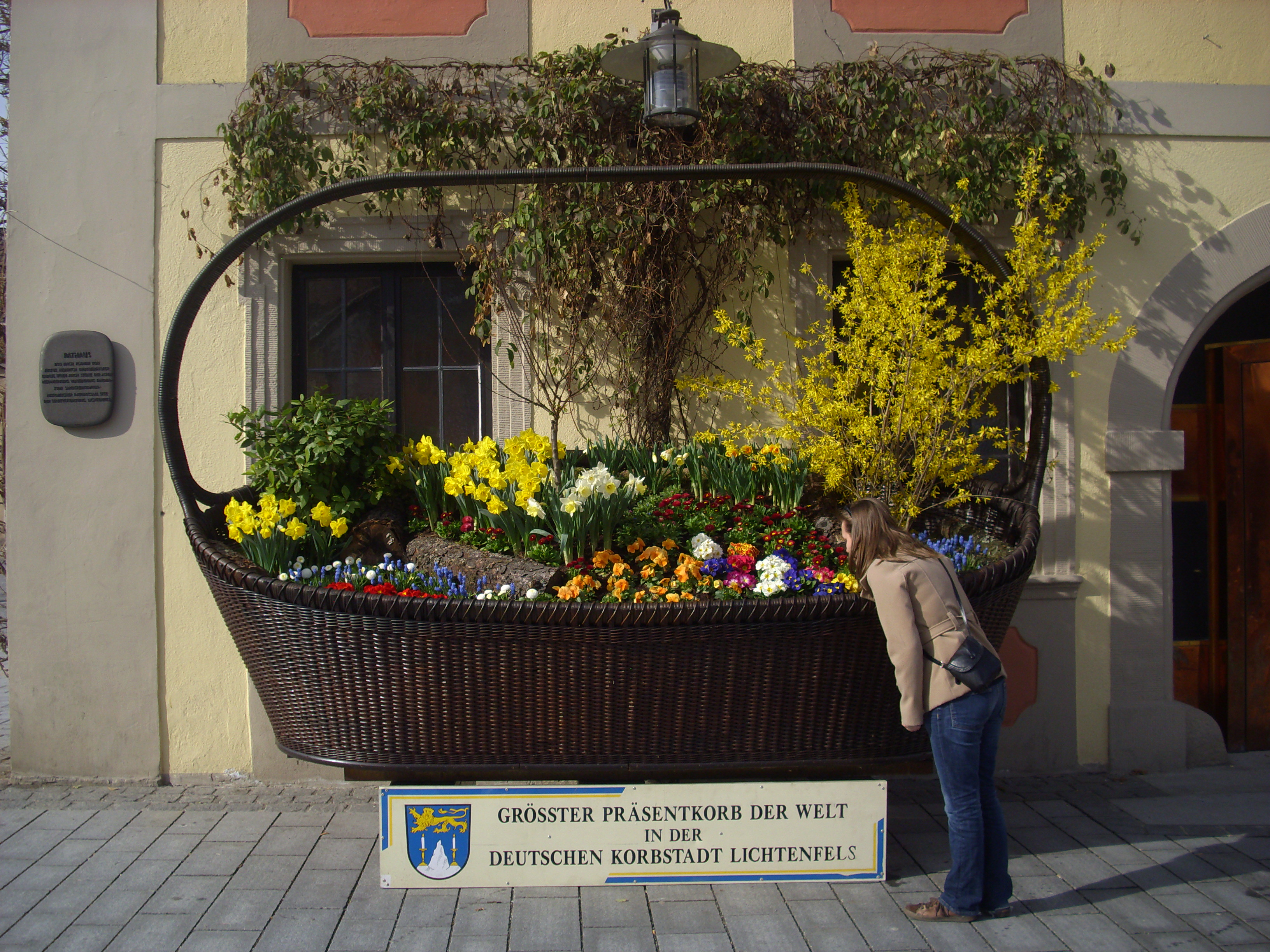
Der größte Präsentkorb der Welt in Lichtenfels

Lichtenfels wurde seit Mitte des 19. Jahrhunderts ein Zentrum des Korbhandels. Korbmacher aus der Umgebung im Oberen Maintal brachten ihre Produkte zu Händlern in Lichtenfels, die diese im Groß- und Einzelhandel verkauften. Führender Unternehmer war der Korbhändler Joseph Krauss. 1904 wurde eine Korbfachschule eröffnet, an der ab 1912 auch Flechtkurse für Frauen stattfanden, da Körbe sehr häufig in Heimarbeit von der ganzen Familie hergestellt wurden. Nach dem Ersten Weltkrieg legte sich Lichtenfels den Titel Deutsche Korbstadt zu. Da die Korbmacherei in Deutschland in der Zeit nach dem Zweiten Weltkrieg praktisch ausstarb, widmen sich die verbliebenen Korbhändler heute ausschließlich dem Import von Flechterzeugnissen.

#### Ansässige Unternehmen
Die Stadt mit ihren rund 20.000 Einwohnern weist eine überdurchschnittliche Beschäftigungsquote auf, die vor allem auf den Erfolg der zahlreichen kleinen und mittelständischen Unternehmen zurückzuführen ist. Traditionell sind mehrere Betriebe aus den Bereichen Polstermöbel und der damit verbundenen Zulieferindustrie wie z. B. Holzverarbeitung und Schaumstoffherstellung in Lichtenfels angesiedelt. Aber auch Unternehmen aus den Bereichen Maschinen-, Werkzeug- und Modellbau sowie der kunststoffverarbeitenden Industrie sind anzutreffen. Als sehr innovations- und exportfreudig hervorgetan hat sich der Bereich des Werkzeug-/Modellbaus (Hofmann Innovation Group GmbH) und ein in diesem Bereich agierendes Unternehmen, das Maschinen für das selektive Laserschmelzen baut und entwickelt (Concept Laser GmbH). Auch die Speditionsbranche ist durch ein großes, international agierendes Unternehmen vertreten.
Die wichtigsten Unternehmen sind:
- Panzer & Kraus GmbH & Co. KG (Entsorgungsfachbetrieb)
- Unternehmensgruppe Hofmann Innovation Group GmbH (Werkzeugbau Siegfried Hofmann GmbH, Modellbau Robert Hofmann GmbH, Concept Laser GmbH)
- Komfort und Wohnen (Himolla-Gruppe) (Polstermöbel)
- Veenendaal Schaumstoffwerke
- M+S Piano-Express GmbH (ehemals Kraus & Pabst GmbH), (internationale Spedition)
- InnoTech Sondermaschinen und Vorrichtungen GmbH
- Schmolke (Möbelcenter)
- Horst Müller Kunststoffe GmbH
- Schwab & Gick Lichtenfels (SGL)
- AW-GmbH (Kunststoff-Farbkonzentrate)
- Lifocolor Farben GmbH & Co. KG (Kunststoff Farbkonzentrate)
- Rießner Gase GmbH (technische und medizinische Gase)
- KnorrPrandell (weltgrößter Großhandel für Bastel- und Dekorationsbedarf) ab 2008 Umbenennung in Gütermann
- Kühne + Nagel Niederlassung Lichtenfels (Internationale Spedition)
- Ziel GmbH (Software für Reisebüros)
- Das „Weidenwerk“, Fachgeschäft für Flechtwerkgestaltung direkt am Markt/Rathaus
- MR Präsente GmbH (Werbemittelhandel)
- Concept Laser

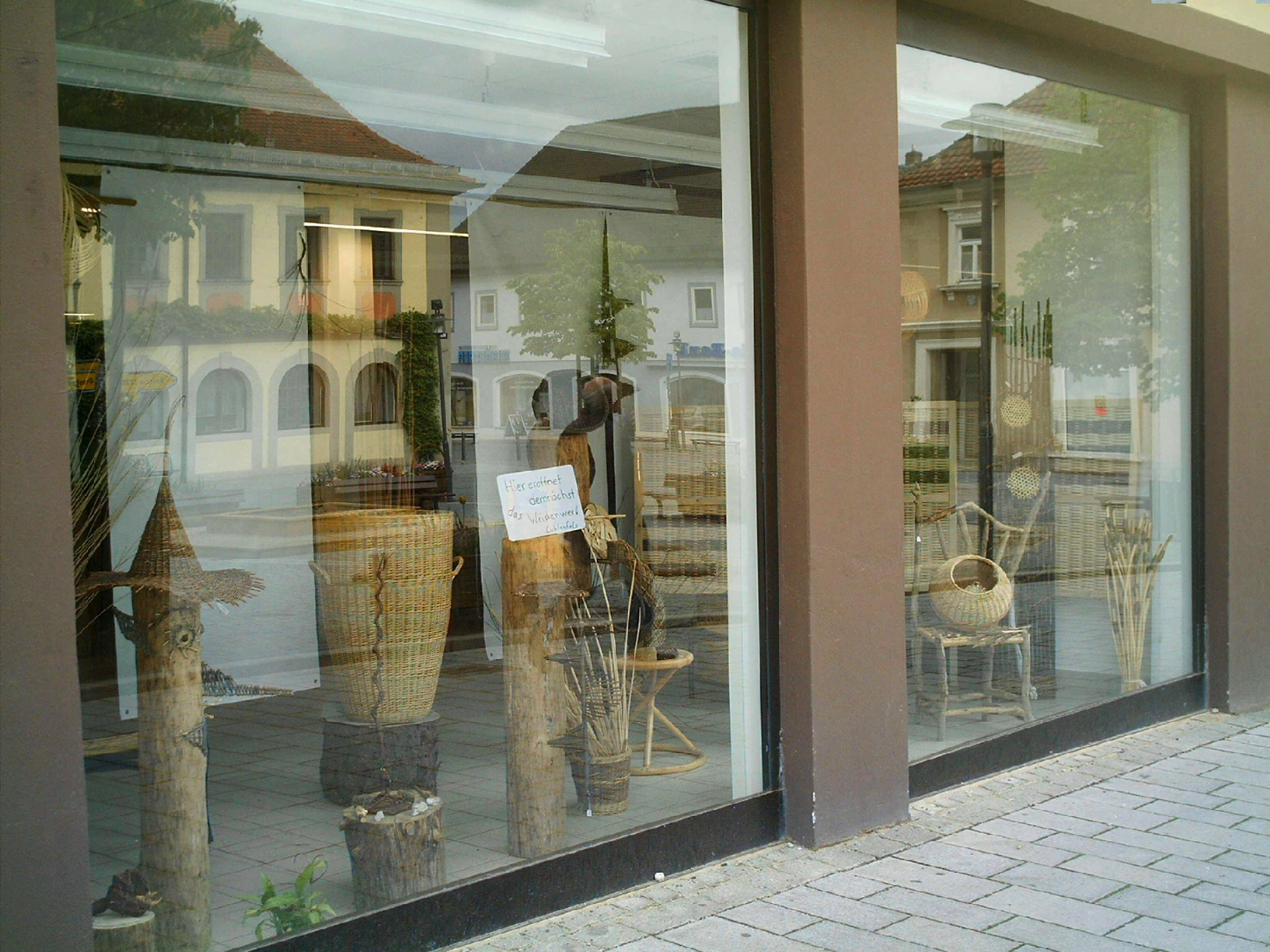
Das „Weidenwerk“ am Markt in Lichtenfels gegenüber dem Rathaus

Weitere bedeutende Arbeitgeber für die Stadt und die Region sind das Klinikum Lichtenfels und die Sparkasse Coburg – Lichtenfels, die beide unter den hundert größten oberfränkischen Arbeitgebern zu finden sind.

#### Wirtschaftsverbände
- Industrie- und Handelsgremium Lichtenfels
- Kreishandwerkerschaft Lichtenfels mit Lehrbauhof
- Bayerischer Bauernverband, Geschäftsstelle Lichtenfels

### Verkehr

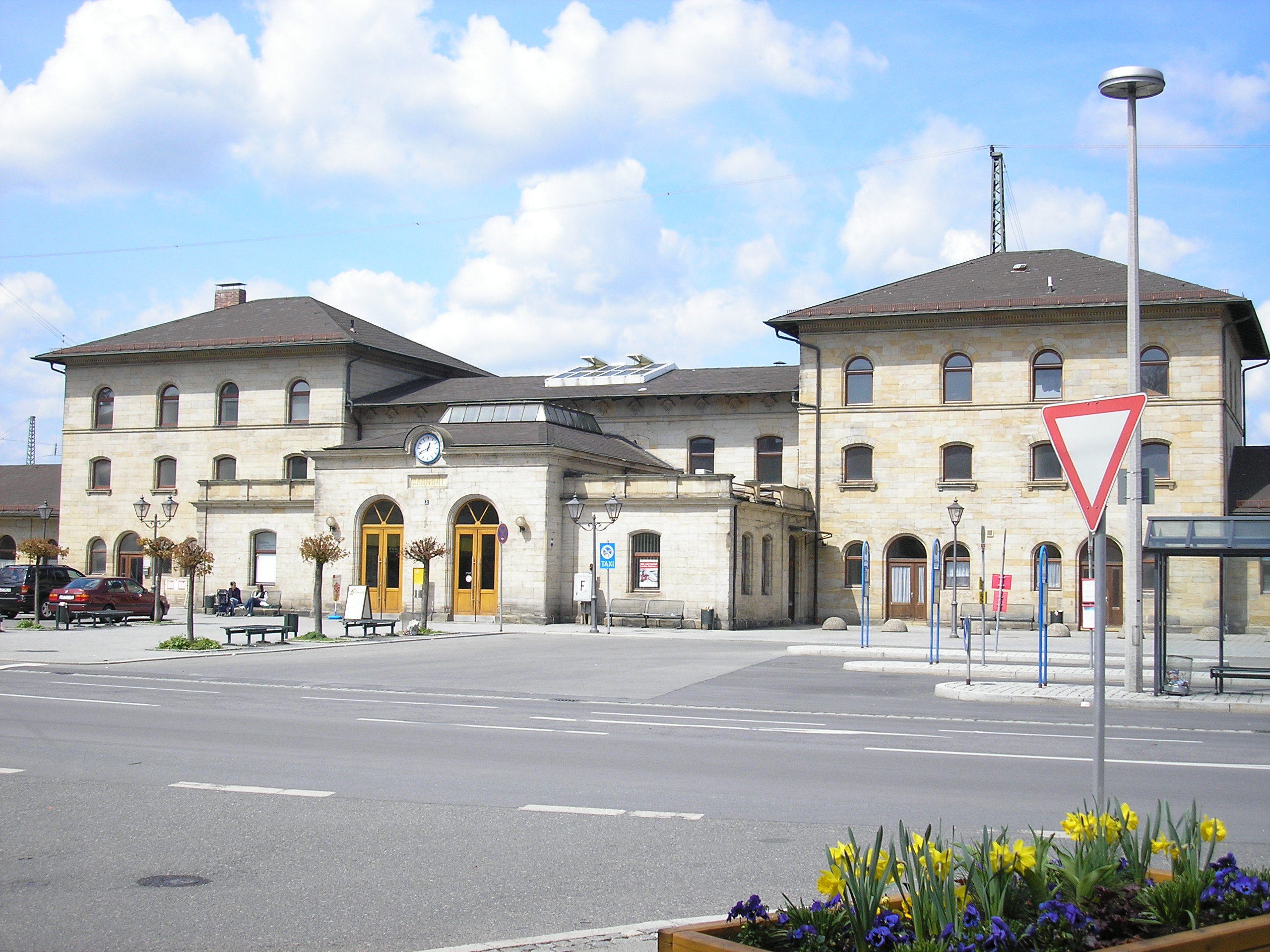
Bahnhof von Lichtenfels

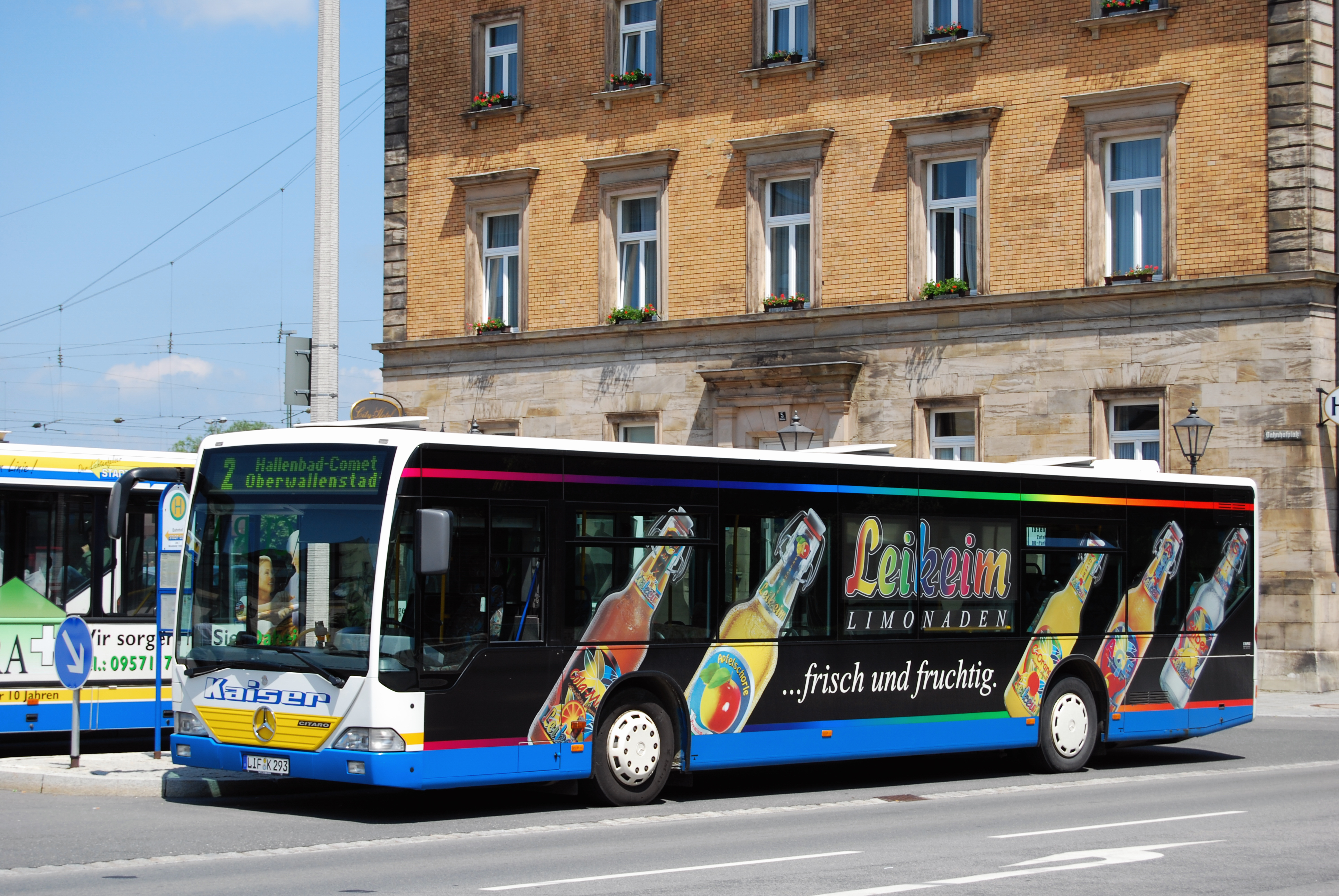
Stadtbus am Lichtenfelser Bahnhof

#### Straßenverkehr
Die Bundesstraßen 173 und 289 führen durch das Stadtgebiet. Die B 173 ist autobahnähnlich ausgebaut und wurde Anfang 2008 von Bamberg bis Lichtenfels zur Bundesautobahn 73 aufgestuft. Am 5. September 2008 wurde die von Norden kommende A 73 zwischen Lichtenfels und Coburg für den Verkehr freigegeben. Zwischen den Gemeindeteilen Seubelsdorf und Reundorf zweigt seitdem die B 173 von der A 73 ab.

#### Schienenverkehr
Die erste Strecke durch Lichtenfels war die Bahnstrecke Bamberg–Hof der Ludwig-Süd-Nord-Bahn. Es folgte die im Bahnhof Lichtenfels abzweigende Werrabahn, die vor dem Zweiten Weltkrieg bis nach Eisenach führte. Heute wird die Strecke über Coburg nach Sonneberg befahren. Wenig nördlich von Lichtenfels zweigt die Bahnstrecke Hochstadt-Marktzeuln–Probstzella ab. Bis zum Fahrplanwechsel im Dezember 2017 war Lichtenfels zweistündlicher Systemhalt der ICE-Linie Hamburg–Berlin–München. Mit Inbetriebnahme der Schnellfahrstrecke Nürnberg–Erfurt entfiel dieser Halt, da die Neubaustrecke westlich an Lichtenfels vorbeiführt, seitdem verkehrt nur noch ein ICE nach München täglich. Der nächstgelegene regelmäßige Fernverkehrshalt ist Bamberg. Darüber hinaus gibt es Regionalverkehr in Richtung Sonneberg, Coburg, Nürnberg, Bamberg, Saalfeld und Hof/Bayreuth.
Seit 1. Januar 2015 ist die Stadt Mitglied des Verkehrsverbunds Großraum Nürnberg.

#### Luftverkehr
Durch den Flugplatz Lichtenfels ist die Stadt auch im Luftverkehr zu erreichen. Der Verkehrslandeplatz hat eine 700 m lange Grasbahn und ist für ein maximales Abfluggewicht von 3,7 Tonnen zugelassen.

#### Nahverkehr
Die Stadtwerke Lichtenfels betreiben in Zusammenarbeit mit einem lokalen Busunternehmen den öffentlichen Nahverkehr. Im Stadtgebiet und in den umliegenden Ortschaften gibt es insgesamt sechs Buslinien, die teilweise im Halbstundentakt bedient werden.

#### Wanderwege
Durch Lichtenfels verläuft der Fränkische Marienweg.

## Bildung und Forschung

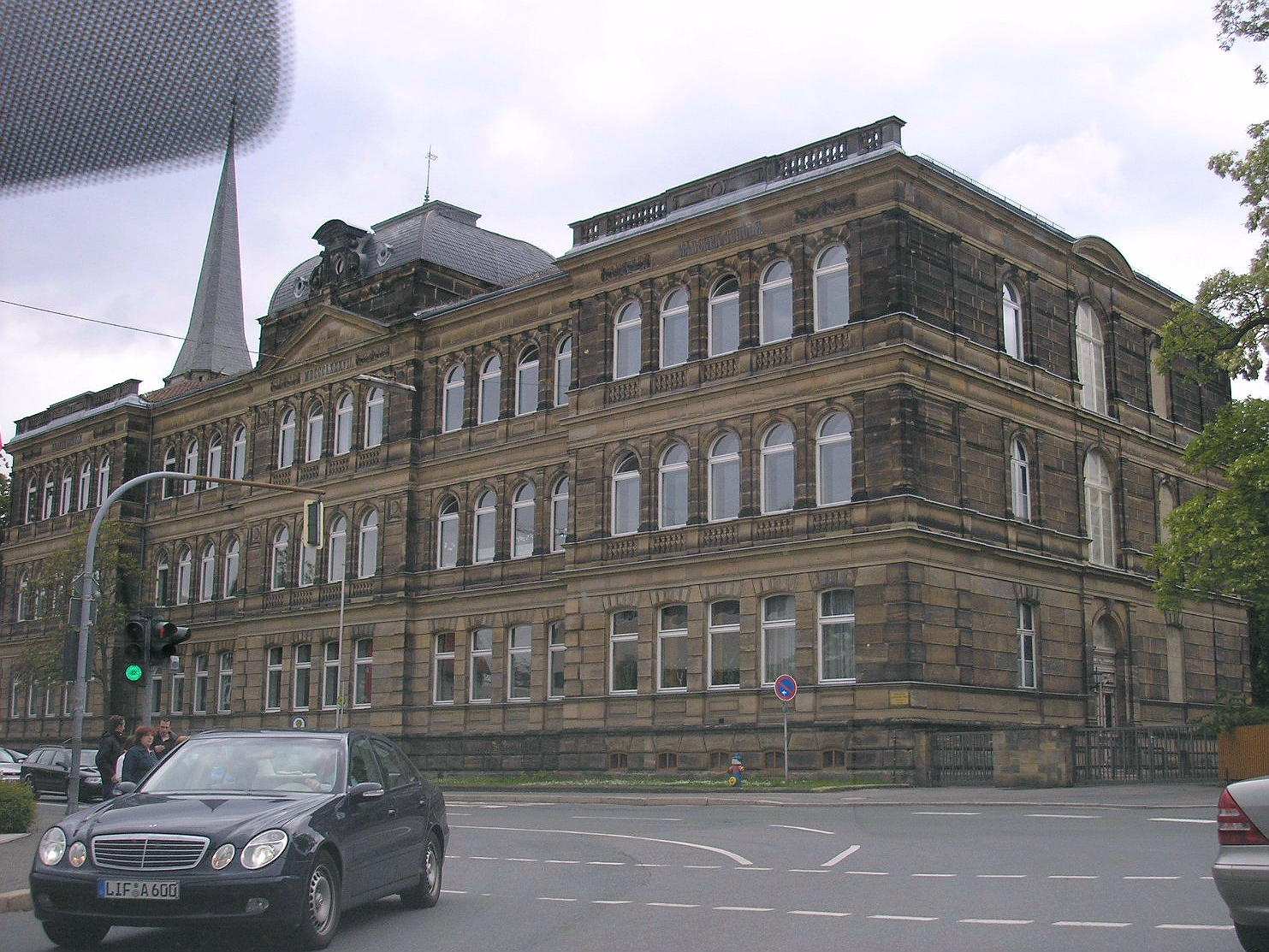
Die alte Volksschule in der Kronacher Straße

### Allgemeinbildende Schulen
- Meranier-Gymnasium
- vier Grundschulen
- private Wirtschaftsschule Lichtenfels
- Schulzentrum an der Friedenslinde mit
  - Herzog-Otto-Schule (Mittelschule)
  - Musikschule

### Berufsbildende Schulen
- staatliche Berufsfachschule für Flechtwerkgestaltung
- staatliche Berufsschule mit Fachschule für Informatik
- Krankenpflegeschule
- Maintal-Berufsfachschule für Kosmetik
- private Berufsfachschule für Altenpflegehilfe

### Förderschulen
- Maximilian-Kolbe-Schulzentrum, Schule zur individuellen Lebensbewältigung

- St.-Katharina-Förderzentrum, Schule zur individuellen Lernförderung

### Erwachsenenbildung
- Volkshochschule (Hauptstelle Lichtenfels)
- Schule für Dorf- und Flurerneuerung (im Konventbau des ehemaligen Klosters Langheim im Stadtteil Klosterlangheim)

### Forschungs- und Innovationseinrichtungen
Im Juli 2019 wurde bekannt, dass in der ehemaligen Kirschbaummühle in Lichtenfels das „Forschungs- und Anwendungszentrum für digitale Zukunftstechnologien“ (FADZ) entstehen soll. Diese Initiative basiert auf einer Kooperation der Stadt und des Landkreises Lichtenfels mit der Hochschule Coburg und dem Lichtenfelser Unternehmer Frank Herzog. Das FADZ beginnt mit Aktivitäten im Bereich der additiven Fertigung und wird neben Forschungsprojekten mit Partnern aus der Wirtschaft, Anwendungsberatung und Wissenstransfer auch zahlreiche Aus- und Weiterbildungsangebot beinhalten.
Das FADZ investiert 8,4 Mio. Euro in Gebäude, Lehreinrichtungen und Labore auf einer Fläche von 2300 m². Die jährlichen Kosten zum Betrieb des FADZ werden mit rund 1 Mio. Euro angegeben. Die Hochschule Coburg wird dort einen Master-Studiengang „Additive Fertigung und Leichtbau“ anbieten. Anfang 2023 sollte das FADZ in Lichtenfels den Betrieb aufnehmen.

## Kultur und Sehenswürdigkeiten

### Kino
In Lichtenfels ist mit der Neuen Filmbühne ein kleines Kinocenter vorhanden, welches als Neubau 1999 entstanden ist. Es befindet sich in dem ebenfalls 1999 neu gebauten Kaufhauskomplex in der Innenstadt nahe der Fußgängerzone und verfügt seit einem Umbau im Jahr 2014 über drei Vorführungssäle mit insgesamt 270 Sitzplätzen.

### Museen
- Stadtmuseum
- Fossiliensammlung im oberen Torturm
- Heimatmuseum Klosterlangheim
- das 2023 eingeweihte Archiv der Zukunft[27]

### Bauwerke

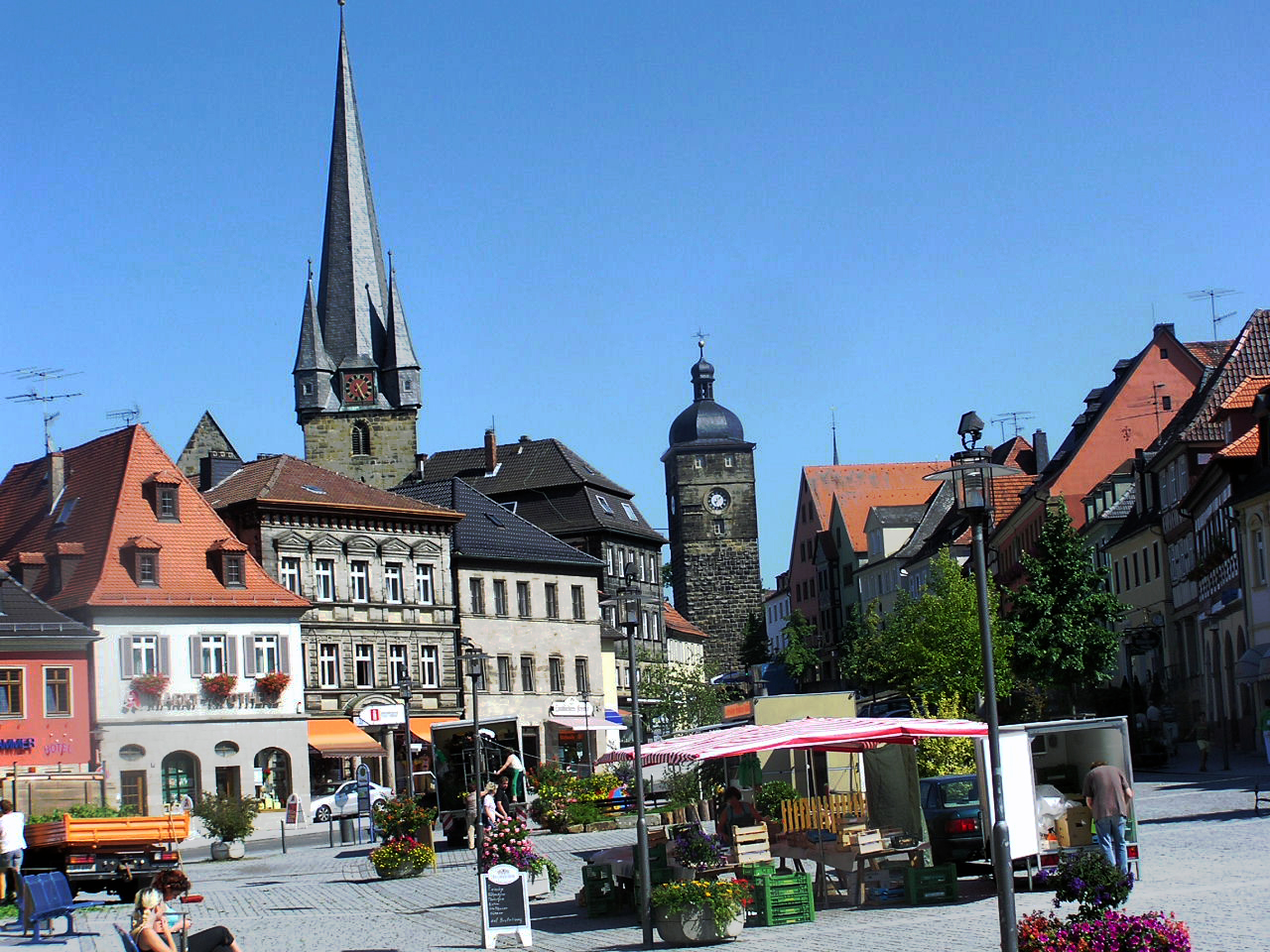
Marktplatz mit katholischer Stadtpfarrkirche und Kronacher Tor

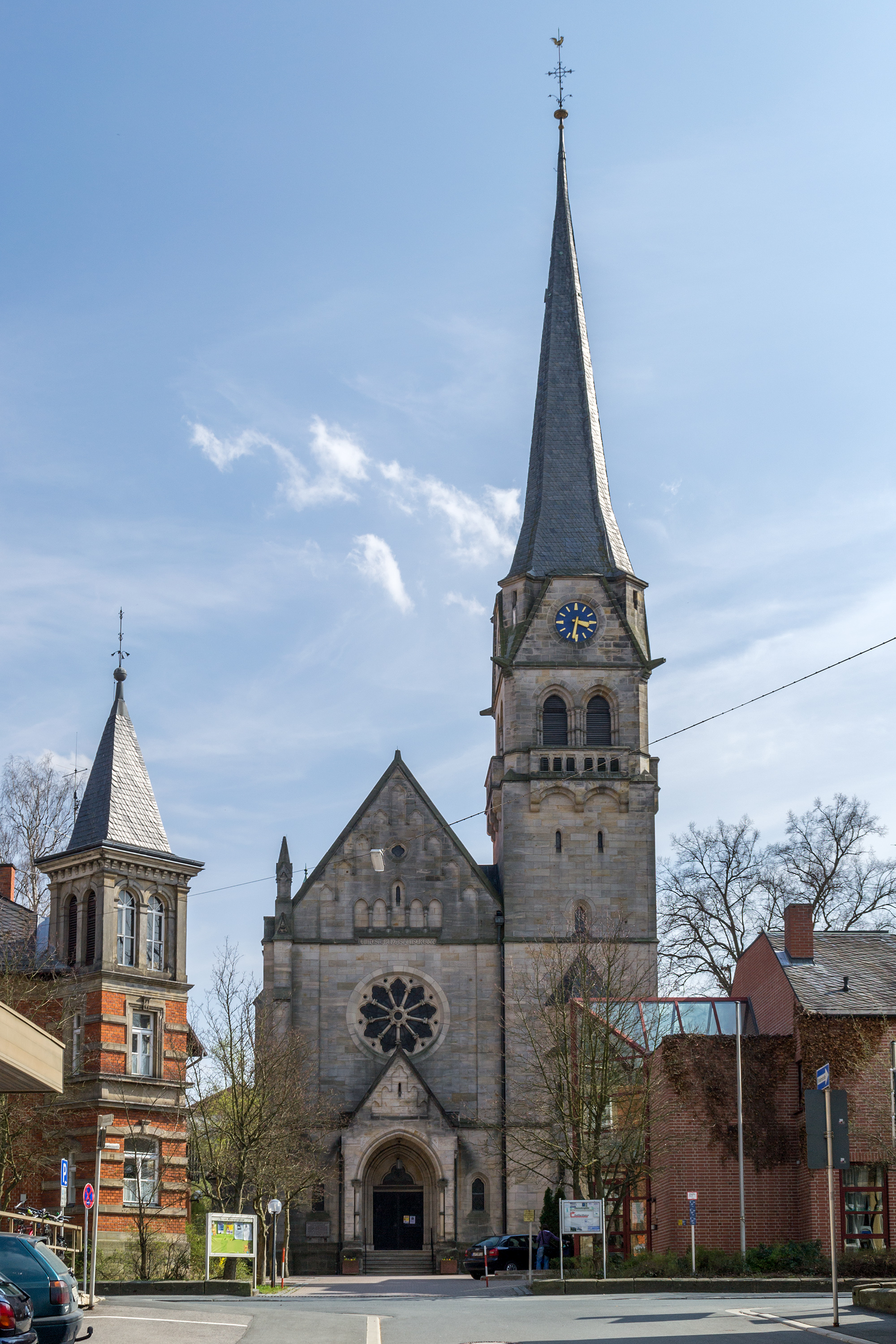
Martin-Luther-Kirche

- katholische Pfarrkirche Mariä Himmelfahrt Lichtenfels (spätmittelalterlich, Chor 1487 geweiht; barocke Ausstattung)
- Martin-Luther-Kirche (evangelisch-lutherisch, errichtet 1902/03 nach Plänen von Gustav Haeberle)
- Burgkapelle St. Jakobus (katholisch)
- Spitalkirche: Die katholische Kirche wurde im Jahre 1972 ebenfalls von Hubert Weber neu gestaltet.
- Stadtschloss (errichtet 1555/56 als Adelssitz, ab dem 17. Jahrhundert Getreidespeicher, 1891–1970 Flechtmaterialienlager, seit 1991 Veranstaltungs- und Tagungsstätte)
- oberer oder Kronacher Torturm (untere Geschosse frühes 15., mittleres 16. Jahrhundert, oberstes Geschoss 1802)
- unteres oder Bamberger Tor von 1403[28]
- Roter Turm (höchster Punkt der ehemaligen Stadtbefestigung)
- Teile der alten Stadtmauer
- ehemaliges Forsthaus (heute Buchhandlung)
- Kastenhof
- barockes Rathaus (errichtet 1742/43 nach Plänen von Justus Heinrich Dientzenhofer)
- Rathaus II (ehemaliges Landgericht, ab 1861 Bezirksamt, ab 1916 Vermessungsamt)
- Bahnhof
- Stadtmuseum (untergebracht seit 1999 in der ehemaligen Direktorenvilla der Bayerischen Bierbrauerei)
- Kunstgalerie im alten Apothekerhaus am Marktplatz 28
- Bismarckturm, ein 20,5 m hoher Aussichtsturm am Herberg im Norden von Lichtenfels. Der Turm wurde 1903 als „Sieges-Aussichtsturm“ nach Plänen von Joh. Gräbner aus Lichtenfels errichtet, am 25. April 1933 in Bismarckturm umbenannt und ist heute auch als „Herbergturm“ oder „Hohe Warte“ bekannt[29]
- Wasserturm (genutzt als Kletterraum von der DAV-Sektion Lichtenfels)
- barocke Klosteranlage des ehemaligen Zisterzienserklosters Langheim mit Konventbau im Stadtteil Klosterlangheim
- Gutshof Nassanger im Stadtteil Trieb
- Schloss Schney
- unterirdische Gänge unter der Altstadt
- Brückenbauwerk BW 67a der BAB 73 bei Kösten
- ehemalige Burg Lichtenfels

### Jüdischer Friedhof
Im Osten der Gemeinde befindet sich der Jüdische Friedhof mit zwei Gedenksteinen, die an 25 jüdische Opfer der Shoa sowie an 48 weitere Opfer des Nationalsozialismus erinnern, beispielsweise an Otto Bamberger (1885–1933), einen bedeutenden Unternehmer, Kunstsammler und -mäzen.

### Regelmäßige Veranstaltungen
- Korbmarkt an jedem dritten Wochenende im September
- Schützenfest zehn Tage ab dem zweiten Wochenende im Juli
- Q11/Q12-Session: Bis zu viermal im Jahr veranstaltet die aktuelle Qualifikationsstufe des Meranier-Gymnasiums eine Session in der Stadthalle.
- Führung durch die unterirdischen Gänge von Lichtenfels
- Lichtenfelser Sonnentage (Ausstellung über erneuerbare Energien im Landratsamt jährlich Ende Juli)
- Lichtenfelser Kirchweih (erstes Wochenende im Mai)
- Ragnarök-Festival jährlich am Wochenende nach Ostern
- Weihnachtsmarkt mit Kindereisenbahn durch einen Märchenwald[31]

### Lichtenfels in der Literatur
Der Schriftsteller Friedrich Gerstäcker (1816–1872) wählte Lichtenfels zum Schauplatz seiner im Jahr 1857 erschienenen Erzählung Herrn Mahlhubers Reiseabenteuer.

## Söhne und Töchter der Stadt
- Friedrich Myconius (1490–1546), Reformator
- Heinrich Faber (um 1490–1552), Pädagoge und Musiktheoretiker
- Melchior Ignaz Stenglein (1745–1827), katholischer Theologe, Geistlicher und Hochschullehrer
- Andreas Röschlaub (1768–1835), Mediziner und Naturphilosoph
- Franz Schumann (1844–1905), Reichsgerichtsrat und Reichsanwalt
- Gustav Landgraf (1857–1932), Pädagoge und Altphilologe
- Franz Jacobi (1866–1942), Theaterschauspieler
- Alfred Freiherr von Stockmar (1876–1953), geboren in Buch am Forst, Oberregierungsrat, Mitglied des Provinziallandtags Hannover
- Thekla Hess (1884–1968), Kunstsammlerin
- Hugo Bamberger (1887–1949), Chemiker, Unternehmer, Firmengründer
- Alfred D. Bamberger (1890–1956), Kaufmann, Unternehmer, Firmengründer
- Ludwig Bamberger (1893–1964), Kaufmann, Unternehmer, Kunstsammler, Bibliophiler
- Thomas Dehler (1897–1967), Politiker (DDP, FDP), Bundesjustizminister, FDP-Vorsitzender, MdB
- Willi Ruckdeschel (1900–1974), Politiker (NSDAP) und SA-Führer
- Max Jüngling (1903–1963), Politiker
- Philipp Schmitt (1910–1994), Journalist und Politiker, Mitglied des Bayerischen Landtages
- Nikolaus Stamm (1915–1974), Politiker (SPD), Abgeordneter des Bayerischen Landtages
- Philipp Meyer (1919–1998), Regierungspräsident (1975–1984) von Unterfranken
- Richard Müller (1920–1986), Politiker (SPD), MdB
- Karl Potzler (1920–1995), Bildhauer
- Walter S. G. Kohn (1923–1998), Politikwissenschaftler
- Helmut Georg Walther (1924–1981), Politiker, Landrat des Landkreises Lichtenfels, geboren in Buch am Forst
- Walter Grossmann (1927–2007), Politiker (CSU)
- Willi Schillig (1927–2013), geboren in Seehof, Unternehmer
- Lorenz Niegel (1933–2001), Ingenieur und Politiker (CSU)
- Heinz Körner (* 1940), Grafik-Designer und Zeichner
- Hajo Hoffmann (1945–2024), Oberbürgermeister (1991–2004) von Saarbrücken
- Reiner Dinkel (1946–2010), Bevölkerungswissenschaftler
- Bianca Fischer (* 1949), Juristin, Bürgermeisterin von Lichtenfels
- Werner Schiffauer (* 1951), Kulturwissenschaftler, Ethnologe und Publizist
- Reinhard Hütter (* 1958), Ordentlicher Professor für Theologie an der Duke University (USA); ordentliches Mitglied der Päpstlichen Akademie Thomas von Aquin
- Jochen Großmann (* 1959), Organist und Chorleiter; Professor an der UdK Berlin
- Bernd Grau (* 1960), Kickboxer und -trainer
- Christa Spannbauer (* 1963), Autorin, Rednerin und Filmemacherin
- Gerhard Rießbeck (* 1964), Maler
- Michael Lein (* 1965), Radio- und Fernsehmoderator, Journalist und Dozent
- Uwe Voigt (* 1965), Inhaber des Lehrstuhls für analytische Philosophie und Wissenschaftstheorie an der Universität Augsburg
- Volker Grohskopf (1966–2024), Film-, Fernseh- und Theater-Regisseur
- Malte Müller (* um 1975), Opern-, Konzert- und Liedsänger
- Dagmar Bach (* 1978), Jugendbuchautorin
- Felix H. Schacher (* 1980), Chemiker
- Andreas Hügerich (* 1983), Kommunalpolitiker (SPD), Erster Bürgermeister von Lichtenfels
- Stefan Kießling (* 1984), Fußballspieler u. a. bei Bayer 04 Leverkusen
- Torsten Oehrl (* 1986), Fußballspieler bei Bayern München II
- Heidi Bayer (* 1987), Jazzmusikerin
- Emmi Zeulner (* 1987), Politikerin (CSU), MdB
- Constantin Lieb (* 1987), Autor, Dramaturg und Filmemacher
- Andreas Dreitz (* 1988), Triathlet
- Fabian Brand (* 1991), römisch-katholischer Theologe und Buchautor
- Manuel Stark (* 1992), Journalist und Autor
- Anna Sünkel (* 1992), Kostümbildnerin
- Hannes Wagner (* 1995), Ringer
- Niklas Dorsch (* 1998), Fußballspieler